# 白浦駅
白浦駅（しらうらえき）は、かつて樺太豊栄郡白縫村に存在した鉄道省樺太東線の駅である。落合以北の鉄道の要衝でもあり白浦駅発の列車も上り2本下り1本が存在した。

## 歴史
- 1927年（昭和2年）11月20日 - 樺太鉄道落合駅 - 知取駅間(170.5km)開業により設置。
- 1941年（昭和16年）4月1日 - 樺太鉄道の国有化により、樺太庁鉄道東海岸線の駅となる。
- 1943年（昭和18年）4月1日 - 南樺太の内地化にともない、鉄道省（国有鉄道）に編入。
- 1944年（昭和19年）3月31日現在、樺太鉄道局敷香管理部白浦機関区には8620形蒸気機関車4輌とC58形蒸気機関車4輌が配置されている。
- 1945年（昭和20年）8月 - ソ連軍が南樺太へ侵攻、占領し、駅も含め全線がソ連軍に接収される。
- 1946年（昭和21年）
  - 2月1日 - 日本の国有鉄道の駅としては、書類上廃止。
  - 4月1日 - ソ連国鉄に編入。ロシア語名「ブズモーリエ」。

現状については、サハリン州の項目を参照。

## 駅名の由来
当駅の所在する地名からであり、地名のうち「白」はアイヌ語の「シララカ」（満潮の時に潮の溢れる所）、「シラルカ」「シララオロ」（平磯）による。

## 運行状況
（1944年当時） 
- 上りは大泊駅行き3本と、落合駅行き2本と大泊港駅行き、下りは敷香駅行きが3本と上敷香駅行きと知取駅行き各1本であった。

現在はユジノサハリンスク駅とチーハヤ駅、トマリ駅発着の1往復、ユジノサハリンスク駅、ノグリキ駅発着の特急1往復のみ停車する。

## 駅周辺
- 白縫村役場

## 隣の駅
鉄道省樺太鉄道局
樺太東線
保呂駅 - （北辺計礼駅） - 白浦駅 - 真縫駅